# 244
244是243與245之間的自然數。

## 在數學中
- 合數，正因數有1、2、4、61、122和244。
質因數分解為{\displaystyle 2^{2}\times 61}。
- 虧數，真因數和為190，虧度為54。
- 不尋常數，大於平方根的質因數為61。
- 第28個十进制的自我數。前一個為233、下一個為255。
- 十进制的奢侈數。

## 在人類文化中
- 新北市林口區的郵遞區號為244
- 是美國44號州際公路的補助線

## 在科學中
- 鈽-244是最穩定的同位素，它的半衰期有{\displaystyle 8.26\times 10^{7}}年
- 環己烯在244°C時會自燃

## 在其他領域中
- 西元244年和前244年